# Ursulinenkloster Kitzingen

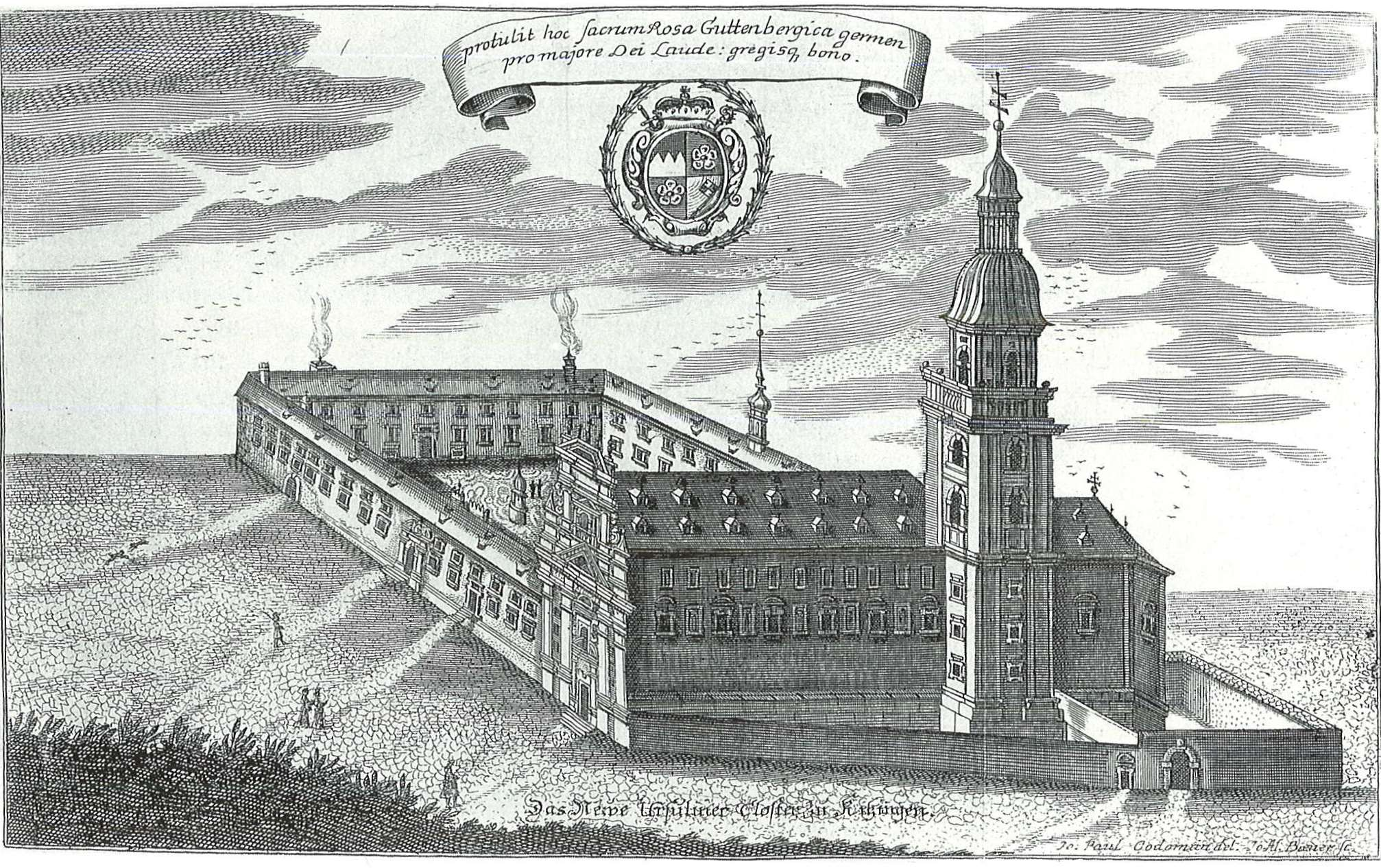
Das Kloster der Ursulinen auf einem Kupferstich des Malers Johann Paul Codomann von 1692

Das Ursulinenkloster Kitzingen ist ein ehemaliges Kloster der Ursulinen in Kitzingen in Bayern in der Diözese Würzburg.

## Geschichte
Das der Heiligen Maria geweihte Kloster wurde 1660 durch Johann Philipp von Schönborn, Bischof von Würzburg, auf Bitten der Gräfin Maria Hatzfeld gegründet. Die zunächst aus Metz übersiedelten Nonnen sollten an einer neuen katholischen Mädchenschule unterrichten. Sie wohnten zeitweise in einem inzwischen baufällig gewordenen Benediktinerinnenkloster, das ab 1558 als evangelisches Damenstift gedient hatte. Auf diesem Gelände entstand zwischen 1686 und 1693 nach Plänen von Antonio Petrini ein neues Kloster und eine neue Kirche, die ab 1693 von den Nonnen genutzt und am 9. August 1699 von Johann Philipp von Greiffenclau an die Gottesmutter Maria geweiht werden konnte. 
Das Kloster wurde 1804 im Zuge der Säkularisation aufgelöst. 1817 erwarben die Protestanten die Kirche als ihre neue Stadtkirche und versahen sie bei Umbauarbeiten an der Südseite des Langhauses auch mit größeren Fenstern. In den Klostergebäuden wurden Schulen und Lehrerwohnungen untergebracht. Die 1945 während eines Bombenangriffes stark beschädigten Gebäude konnten im Wesentlichen bis 1950 weitgehend wiederhergestellt werden.